# Diócesis de Frosinone-Veroli-Ferentino
La diócesis de Frosinone-Veroli-Ferentino (en latín: Dioecesis Frusinatensis-Verulana-Ferentina y en italiano: Diocesi di Frosinone-Veroli-Ferentino) es una circunscripción eclesiástica de la Iglesia católica en Italia. Se trata de una diócesis latina, inmediatamente sujeta a la Santa Sede. Desde el 18 de octubre de 2008 su obispo es Ambrogio Spreafico.

## Territorio y organización

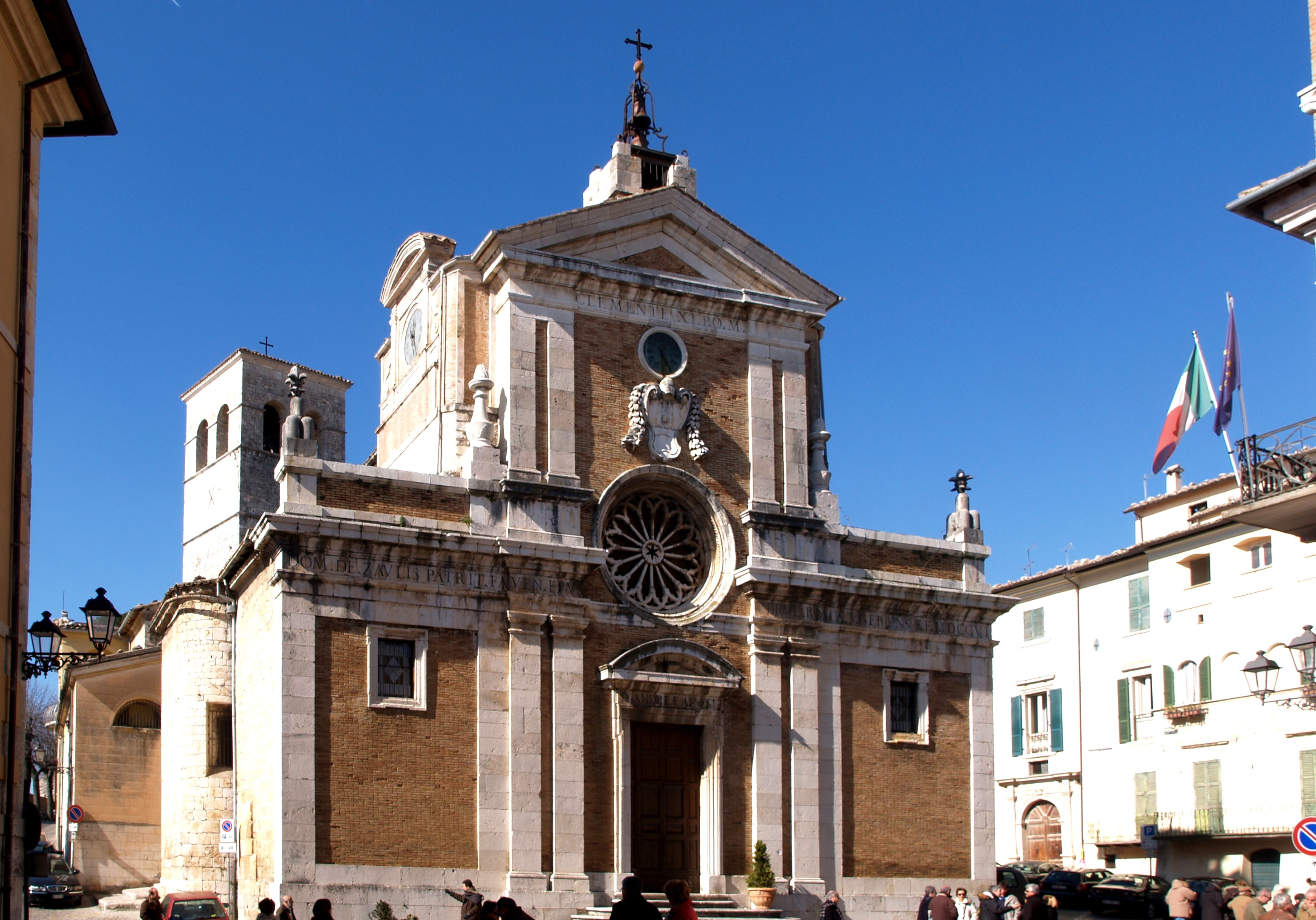
Concatedral de San Andrés, en Veroli

La diócesis tiene 804 km² y extiende su jurisdicción sobre los fieles católicos de rito latino residentes en parte de la región del Lacio, comprendiendo 20 comunas de la provincia de Frosinone y la comuna de Prossedi de la provincia de Latina.

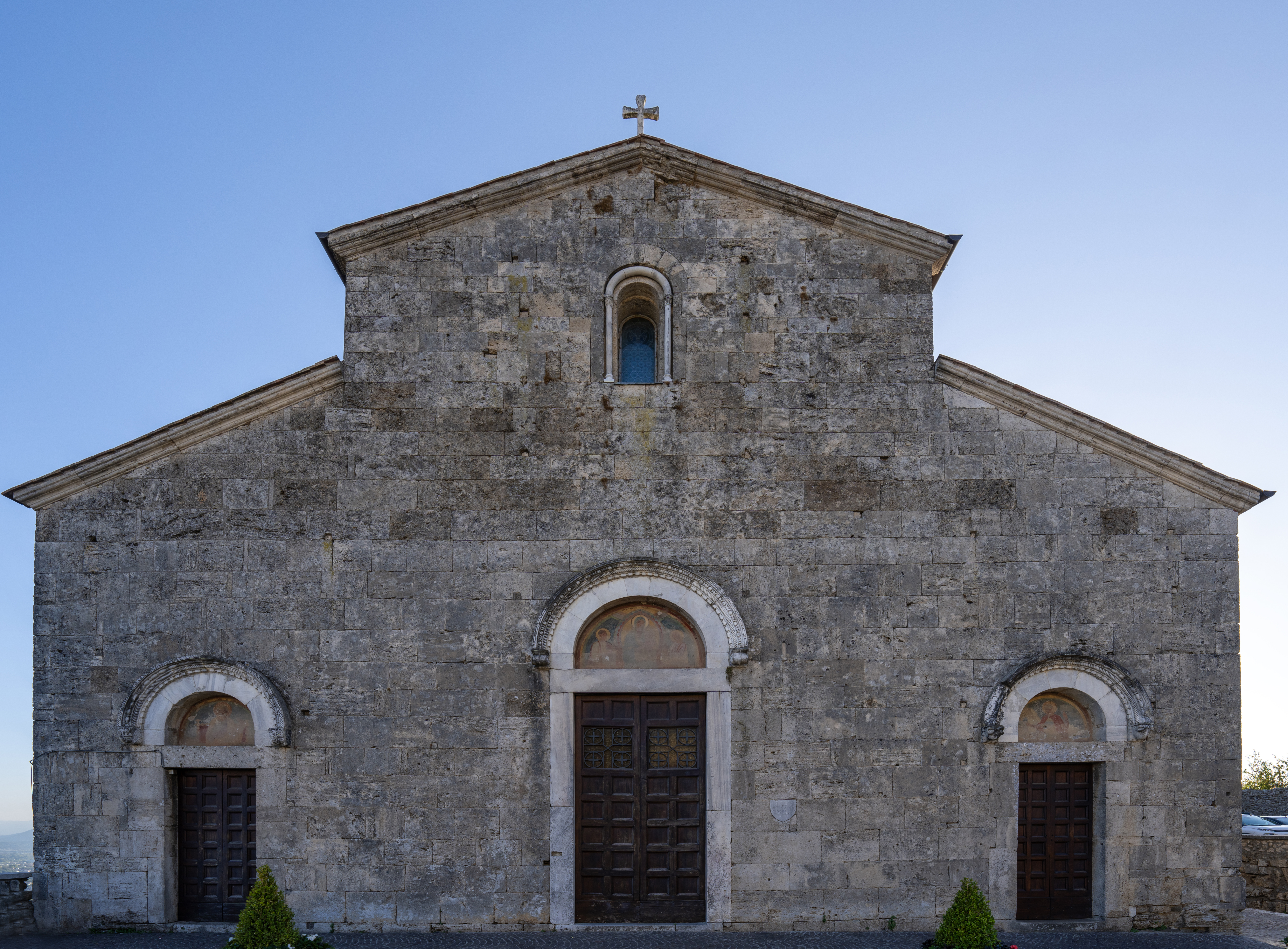
Concatedral de los Santos Juan y Pablo, en Ferentino

La sede de la diócesis se encuentra en la ciudad de Frosinone, en donde se halla la Catedral de Santa María Asunta. En Veroli se encuentra la Concatedral de San Andrés y la abadía de Casamari (designada basílica menor por el papa Pío XII en 1957). En Ferentino la Concatedral de los Santos Juan y Pablo. 

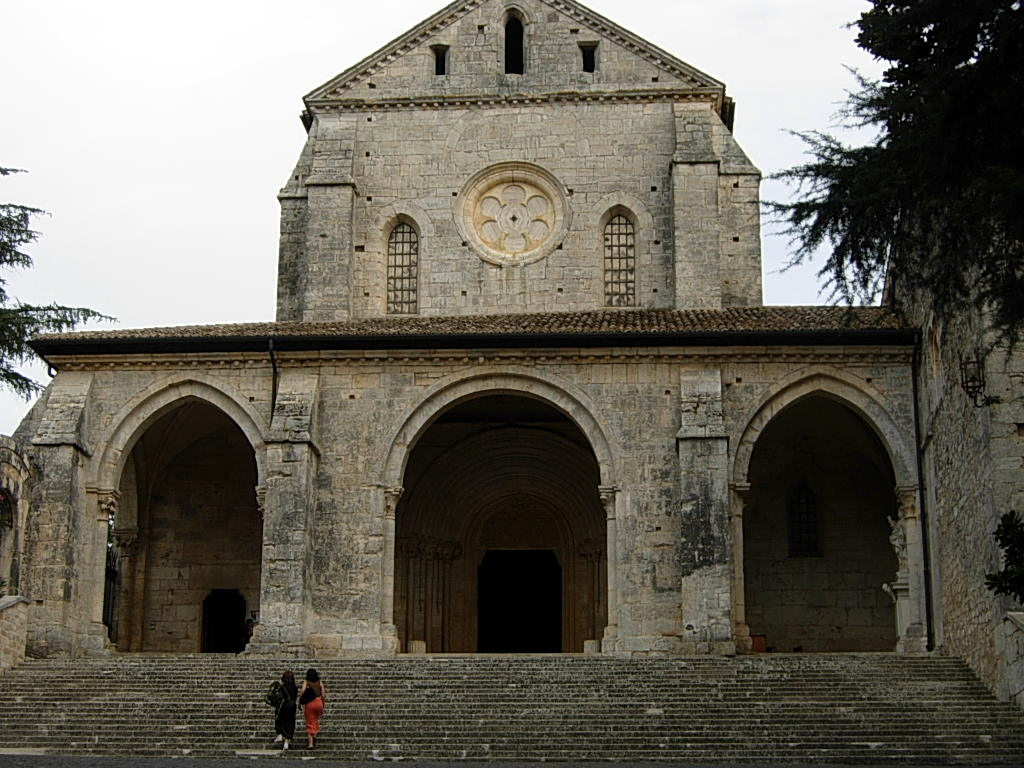
Abadía de Casamari, en Veroli

En 2021 en la diócesis existían 83 parroquias agrupadas en 5 vicarías:
- Vicaría de Frosinone: comuna de Frosinone;
- Vicaría de Veroli: comunas de Veroli, Boville Ernica y Monte San Giovanni Campano;
- Vicaría de Ferentino: comunas de Ferentino y Supino;
- Vicaría de Ceccano: comunas de Ceccano, Amaseno, Giuliano di Roma, Patrica, Prossedi, y Villa Santo Stefano;
- Vicaría de Ceprano: comunas de Ceprano, Falvaterra, Strangolagalli, Castro dei Volsci, Pofi, Vallecorsa, Arnara, Torrice, Ripi.

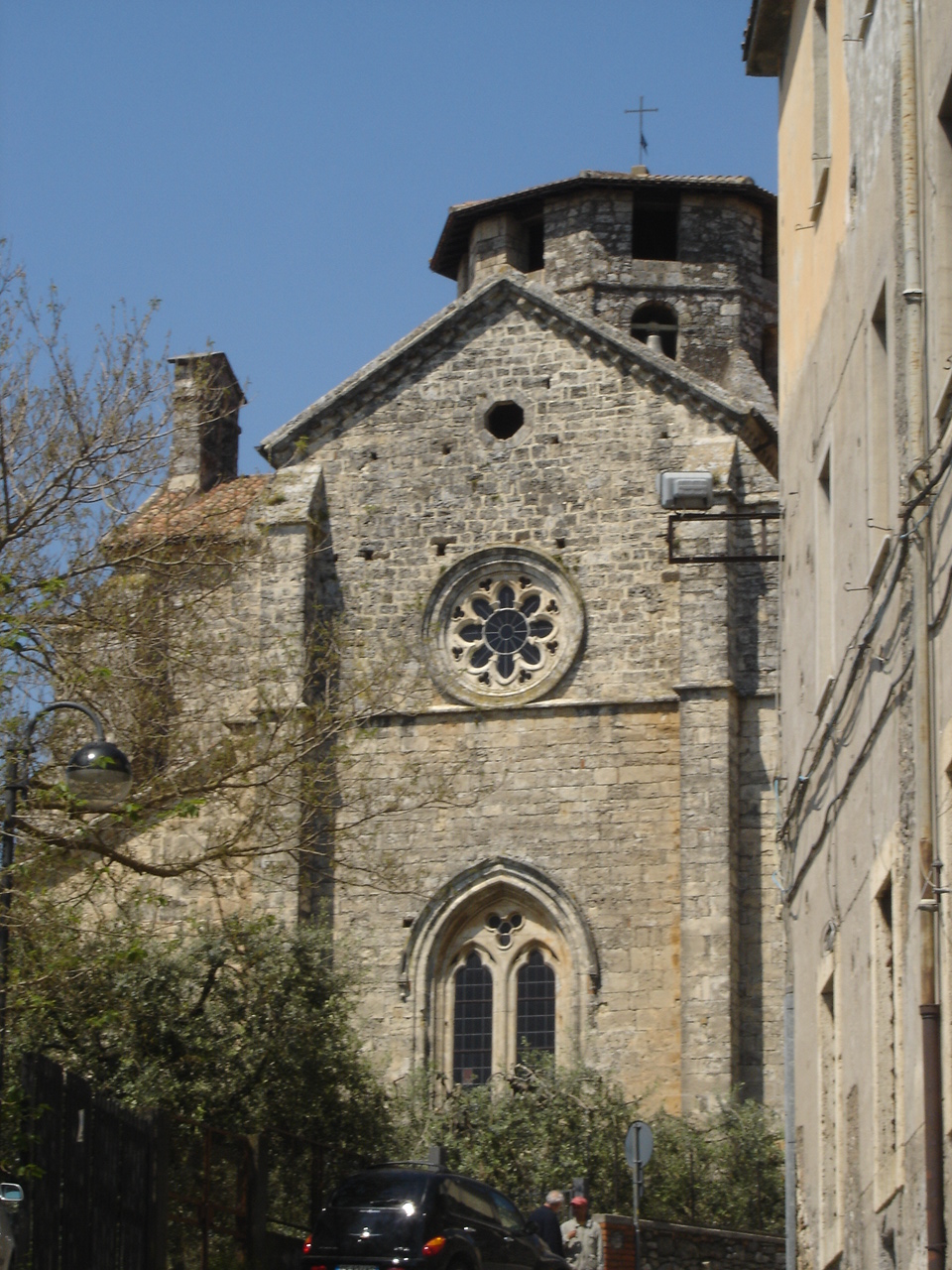
Iglesia de la abadía de Santa Maria Mayor, en Ferentino

## Historia
La diócesis actual nació en 1986 de la unión de dos antiguas sedes episcopales: la diócesis de Veroli, atestiguada desde el siglo VIII y que en el siglo XX tomó el nombre de Veroli-Frosinone; y la diócesis de Ferentino, documentada a partir del siglo IV.

### Ferentino
Ferentino, como muchas otras diócesis italianas, reivindica un origen apostólico, habiendo sido evangelizada según la tradición por el mismo apóstol Pedro. Sin embargo, el primer obispo históricamente atestiguado fue Bassus, presente en el sínodo romano convocado por el papa Félix III en 487 para juzgar a aquellos obispos y sacerdotes africanos que habían abjurado de la fe católica durante la persecución de Hunerico, rey de los vándalos. El mismo obispo participó en el concilio romano celebrado por el papa Símaco en el año 499. Esto no excluye la antigüedad de la presencia cristiana en la ciudad, como ha sido documentado por el descubrimiento de una domus ecclesiae del siglo III en las excavaciones bajo la iglesia de Santa María Mayor (antigua catedral de Ferentino), y por algunos epígrafes funerarios cristianos que datan de entre el siglo III y el siglo IV.
Los obispos posteriores de Ferentino son conocidos por su participación en los concilios convocados por los papas en Roma. Entre ellos se recuerda en particular a Bono que, el 16 de abril de 556, acordó, junto con Juan de Perugia, consagrar al diácono Pelagio como obispo de Roma, impuesto por Constantinopla, pero acusado por el clero romano de haber cedido a la política justiniana de condenar el cisma de los Tres Capítulos, desautorizando así a su predecesor Vigilio.
Durante el siglo XII la ciudad y la diócesis tomaron partido contra los papas de Roma. El obispo Giso, en 1130 apoyó al partido del antipapa Anacleto II, y por ello fue depuesto en 1138. Su sucesor Trasmondo, por su lealtad al legítimo pontífice, acabó en prisión y fue trágicamente asesinado. Ubaldo (1148-1160) también se puso del lado del antipapa Víctor IV y fue depuesto por ello en 1160. A partir de la segunda mitad del siglo, los pontífices viajaron varias veces al Valle Latina: «la presencia en Ferentino de Alejandro III y de Inocencio III tenía por tanto como objetivo reafirmar la autoridad papal, concretada por el establecimiento del rectorado provincial».
En 1223, en tiempos del papa Honorio III, la diócesis incluía los centros de Ceccano, Patrica, Cacumen (desaparecido), Supino, Giuliano, Prossedi, Pisterzo, San Lorenzo (Amaseno), Villa Santo Stefano y Silvamolle; esta configuración territorial se ha mantenido casi sin cambios a lo largo de los siglos.
A mediados del siglo XIII el deseo de los franciscanos de establecerse dentro de las murallas de la ciudad encontró el apoyo de los papas Alejandro IV (1254-1261) y Urbano IV (1261-1264), pero chocó con las autoridades civiles y religiosas de la ciudad. Apoyado por los obispos Giacomo da Velletri y Matteo I, que se opusieron por todos los medios a los franciscanos, hasta el punto de atacar y destruir su convento. Sólo en 1278 comenzó un período de paz para los frailes y cuatro años más tarde inauguraron su nueva iglesia.
Cerca de Ferentino Pietro del Morrone, que más tarde se convirtió en el papa Celestino V, fundó el monasterio de Sant'Antonio Abate, donde se retiró tras su renuncia al papado y donde, tras su muerte (1296), residieron sus restos hasta 1327 cuando fueron trasladados a L'Aquila.
En el período postridentino se distinguió especialmente el obispo Silvio Galassi (1585-1591), que anteriormente fue secretario del cardenal Carlos Borromeo. Apenas fue elegido obispo realizó una visita pastoral a la diócesis, dándose cuenta del estado de degradación en que se encontraba el clero y la piedad popular; «tomó medidas para eliminar la conducta escandalosa del clero, tratando de reactivar su vida espiritual, obligando a los eclesiásticos a estudiar las sagradas cartas y las obras teológicas, imponiendo un conocimiento profundo de los decretos de reforma del Concilio de Trento». La aplicación de los decretos de reforma del Concilio de Trento está atestiguada por el informe de la visita ad limina de 1603. En 1605 está documentado en el primer sínodo diocesano para la implementación de la reforma tridentina.
Debido a la escasez de ingresos, el seminario episcopal se estableció mucho más tarde, hacia finales del siglo XVII. Construido por primera vez, pero sin mucha suerte, por Ottavio Roncioni en 1664, la inauguración real no tuvo lugar hasta 1687 con el obispo Giovan Carlo Antonelli. Pero los conflictos surgidos por la supresión de algunos beneficios eclesiásticos en favor del apoyo al seminario provocaron fuertes desacuerdos que obligaron al obispo Valeriano Chierichelli (1694-1718) a retirarse a Roma y gobernar la diócesis a través de vicarios episcopales.
En el momento de la unión con Veroli-Frosinone, la diócesis de Ferentino incluía 29 parroquias en los municipios de Amaseno (2), Ceccano (4), Ferentino (12), Giuliano di Roma, Patrica (3), Supino (4), Villa Santo Stefano y Prossedi (2).

### Veroli
Según la tradición, el anuncio de la fe cristiana en el territorio de Veroli se remonta a la época apostólica y a la predicación de Salomé, madre de los apóstoles Santiago y Juan, que llegó a la antigua ciudad herniana siguiendo a san Pedro. Acogió en la casa del campesino Mauro, lo convirtió a la nueva fe y lo consagró como primer obispo de la comunidad de Veroli. La antigüedad de la comunidad cristiana de Veroli queda demostrada por un epígrafe funerario, descubierto en la catedral de Veroli, que conmemora el entierro del presbítero Marturius en el año 384. Desde la Edad Media, en Veroli se veneran los santos Biagio y Demetrio, aunque fueron mártires ausentes de los antiguos martirologios.
La tradición, no documentada históricamente, afirma que Frosinone fue sede episcopal hasta el siglo VIII y que la antigua diócesis se fusionó con la cercana Veroli en el momento de la invasión lombarda. A dos obispos, Inocencio y Papìa, presentes en los sínodos romanos convocados en tiempos del papa Símaco entre 499 y 502 se les atribuye una presunta dioecesis frosonensis. Sin embargo, como documenta la edición crítica de las actas de aquellos concilios publicada por Theodor Mommsen, Inocencio no era obispo de Frosinone, sino de Fossombrone, mientras que Papìa aparece en uno de los falsos concilios de Símaco, cuyo nombre fue tomado del listas episcopales del Concilio de Calcedonia. Según el Liber pontificalis, los papas Ormisda (514-523) y su hijo Silverio (536-537) eran originarios de Frosinone.
La diócesis de Veroli sólo se conoce desde mediados del siglo VIII: el primer obispo documentado fue Martín, que participó en el concilio romano convocado por el papa Zacarías en el año 743. Sin embargo, Duchesne y Lanzoni no excluyen que la diócesis ya existiera antes de la invasión lombarda.
Documentos papales de la segunda mitad del siglo XI, las bulas de Gregorio VII (1081) y Urbano II (1097), definían el territorio bajo la jurisdicción de los obispos de Veroli, que incluía las ciudades de Veroli, Frosinone, Torrice, Ripi, Pofi, Arnara, Castro dei Volsci, Falvaterra, Ceprano, Strangolagalli, Monte San Giovanni, Bauco y los territorios desaparecidos de Castro, Canneto, Castello Nuovo y Montenero. También perteneció al antiguo territorio diocesano la abadía de Casamari, importante monumento de la arquitectura gótico-cisterciense.
«Gracias a la conservación de la documentación del archivo capitular se ha podido comprobar la gran importancia que a lo largo del tiempo asumió el obispo de Veroli en la región. Tierras agrícolas e inmuebles de diferente valor estaban en posesión del cabildo de la Catedral y del obispo, quienes alquilaban y concedían beneficios como cualquier otro gran señor feudal... Enriquecidos por donaciones patrimoniales, y sobre todo por una exitosa La gestión administrativa, favorecida por los privilegios de la inmunidad, llegó a ser el señor más poderoso de la zona en el siglo XII-XIII.»
La historia de la diócesis de Veroli está particularmente ligada a la del papado y de la Santa Sede. El papa Juan X fue mantenido prisionero por orden de Marozia en la fortaleza de San Leucio. Los papas Gregorio VII en 1080 y Pascual II en 1114 celebraron dos sínodos de la Iglesia romana en la iglesia de Santa Giusta en Ceprano. En 1170 el papa Alejandro III inició negociaciones de paz con Federico Barbarroja en el monasterio de Sant'Erasmo en Veroli; en la lucha contra los emperadores suabos, Alejandro III y Lucio III encontraron refugio en Veroli (1083); a finales del siglo XIII el cardenal Benedetto Caetani, futuro papa Bonifacio VIII, fue nombrado alcalde municipal, fortaleciendo la alianza entre el municipio y la Iglesia.
A partir del siglo XIV se inició la decadencia de la ciudad y de la diócesis de Veroli, agravada por el terremoto de 1349, que dañó gravemente la catedral y la basílica de Santa Salomé, ambas renovadas a sus formas actuales en el siglo XVIII.
En el siglo XVI el obispo Benedetto Salino (1560-1567) participó en el Concilio de Trento, y a su regreso a la diócesis inició la aplicación de los decretos de reforma con la convocatoria de un sínodo diocesano. La primera visita canónica data de 1581 y fue obra del obispo Ortensio Battisti (1567-1594). Posteriormente se estableció el seminario episcopal (1611), que sin embargo sólo tuvo vida regular a partir de 1652.
Durante el período napoleónico, varios sacerdotes tomaron parte activa en la revuelta de 1798. Antonio De Rossi «ejerce una intensa labor de mediación, que a los ojos de los reaccionarios quedó sin embargo anulada por su juramento de fidelidad a Napoleón ». Fue también gracias a la actitud de De Rossi que a principios del siglo XIX se habló por primera vez de un posible traslado de la sede episcopal a Frosinone, ciudad que experimentaba un fuerte crecimiento demográfico, donde el gobierno papal también había trasladó la capital de la provincia de Campagna y Marittima.
La diócesis vivió un momento de crisis a mediados del siglo XIX debido a la adhesión de gran parte del clero de Veroli al partido reformista y liberal, lo que obligó al obispo Mariano Venturi (1844-1854) a exiliarse en el Reino de las Dos Sicilias. Las tensiones continuaron incluso después de la unificación de Italia: en 1877 el obispo Giovanni Battista Maneschi (1868-1891) fue arrestado por organizar la procesión del Corpus Domini.
En 1921 el territorio de Vallecorsa fue separado de la arquidiócesis de Gaeta y anexado al de la diócesis de Veroli.
El 29 de febrero de 1956 la Congregación Consistorial, con el decreto In diocesi Verulana, estableció que al antiguo título de Veroli se uniría a perpetuidad el título de Frosinone y que la diócesis tomaría el nombre de Veroli-Frosinone. Estas disposiciones se hicieron necesarias tras el notable desarrollo demográfico de Frosinone, después de que la ciudad se convirtiera en capital provincial en 1927. Con decreto de la misma Congregación del 12 de abril de 1965 la colegiata de Santa María Asunta de Frosinone fue elevada al rango de concatedral de la diócesis y se dio al obispo la posibilidad de erigir una cátedra episcopalis y celebrar la pontificalia allá.
La progresiva importancia asumida por Frosinone en detrimento de Veroli también fue sancionada por la construcción de un nuevo palacio episcopal en la capital provincial y el traslado de las oficinas de la curia por parte del obispo Giuseppe Marafini (1964-1973).
En el momento de la unión con Ferentino, la diócesis de Veroli-Frosinone comprendía 49 parroquias en los municipios de Arnara , Boville Ernica (3), Castro dei Volsci (4), Ceprano (2), Falvaterra , Frosinone (8), Monte San Giovanni Campano (6), Pofi (2), Ripi (2), Strangolagalli , Torrice (2), Vallecorsa (2) y Veroli (15).

### Frosinone-Veroli-Ferentino
El 21 de diciembre de 1973, con el nombramiento del obispo Michele Federici, las dos diócesis de Veroli-Frosinone y Ferentino se unieron in persona episcopi. El nuevo obispo colocó su sede en el episcopio de Frosinone. Murió trágicamente durante el terremoto de Irpinia en noviembre de 1980.
El 30 de septiembre de 1986, en virtud del decreto Instantibus Votis de la Congregación para los Obispos, la unión de Veroli-Frosinone y Ferentino se hizo plena y la diócesis resultante tomó su nombre actual. La sede de la diócesis se colocó en Frosinone; al mismo tiempo la concatedral de la capital fue elevada al rango de catedral, mientras que las otras dos catedrales quedaron reducidas a concatedrales.
Ya desde 1981 los episcopados de Angelo Cella y su sucesor Salvatore Boccaccio intentaron dar a toda la diócesis un enfoque pastoral homogéneo y llegar a toda la comunidad diocesana, con especial atención a los más débiles.
El 16 de septiembre de 2001 la diócesis recibió la visita pastoral del papa Juan Pablo II.
En 2012 se inauguró el museo diocesano de Ferentino dentro del antiguo episcopio Ferentino; entre los bienes más importantes se encuentran dos pinturas atribuidas al Caballero de Arpino, la mitra del papa Celestino V y relicarios realizados por plateros de los siglos XVIII y XIX. En 2015 también se creó el museo cívico diocesano de Amaseno para la "conservación, uso y accesibilidad de los bienes pertenecientes al patrimonio de las iglesias de Amaseno".
Desde el 10 de noviembre de 2022 está unida in persona episcopi a la diócesis de Anagni-Alatri.

## Estadísticas
Según el Anuario Pontificio 2022 la diócesis tenía a fines de 2021 un total de 171 856 fieles bautizados.
| Año                                                                             | Población            | Población | Población      | Sacerdotes | Sacerdotes    | Sacerdotes    | Bautizados por sacerdote | Diáconos permanentes | Religiosos | Religiosos | Parroquias |
| Año                                                                             | Bautizados católicos | Total     | % de católicos | Total      | Clero secular | Clero regular | Bautizados por sacerdote | Diáconos permanentes | Varones    | Mujeres    | Parroquias |
| ------------------------------------------------------------------------------- | -------------------- | --------- | -------------- | ---------- | ------------- | ------------- | ------------------------ | -------------------- | ---------- | ---------- | ---------- |
| Diócesis de Veroli (luego Veroli-Frosinone)                                     |                      |           |                |            |               |               |                          |                      |            |            |            |
| 1950                                                                            | 96 700               | 96 730    | 100.0          | 176        | 86            | 90            | 549                      |                      | 121        | 240        | 44         |
| 1970                                                                            | 112 089              | 112 256   | 99.9           | 150        | 73            | 77            | 747                      |                      | 87         | 329        | 57         |
| 1980                                                                            | 120 286              | 120 428   | 99.9           | 138        | 62            | 76            | 871                      |                      | 104        | 219        | 60         |
| Diócesis de Ferentino                                                           |                      |           |                |            |               |               |                          |                      |            |            |            |
| 1950                                                                            | 54 500               | 55 000    | 99.1           | 63         | 39            | 24            | 865                      |                      | 35         | 103        | 23         |
| 1970                                                                            | ?                    | 54 100    | ?              | 67         | 38            | 29            | ?                        |                      | 33         | 120        | 24         |
| 1980                                                                            | 55 902               | 56 000    | 99.8           | 60         | 33            | 27            | 931                      |                      | 30         | 112        | 28         |
| Diócesis de Frosinone-Veroli-Ferentino                                          |                      |           |                |            |               |               |                          |                      |            |            |            |
| 1990                                                                            | 175 227              | 176 142   | 99.5           | 154        | 72            | 82            | 1137                     |                      | 99         | 210        | 77         |
| 1999                                                                            | 184 000              | 185 510   | 99.2           | 131        | 71            | 60            | 1404                     |                      | 69         | 206        | 79         |
| 2000                                                                            | 184 000              | 185 510   | 99.2           | 131        | 71            | 60            | 1404                     |                      | 69         | 206        | 79         |
| 2001                                                                            | 185 841              | 188 641   | 98.5           | 138        | 65            | 73            | 1346                     |                      | 80         | 228        | 80         |
| 2002                                                                            | 191 000              | 193 750   | 98.6           | 120        | 67            | 53            | 1591                     |                      | 61         | 205        | 80         |
| 2003                                                                            | 189 000              | 191 830   | 98.5           | 121        | 67            | 54            | 1561                     |                      | 66         | 233        | 82         |
| 2004                                                                            | 187 150              | 187 874   | 99.6           | 131        | 76            | 55            | 1428                     | 1                    | 67         | 198        | 82         |
| 2006                                                                            | 187 230              | 188 228   | 99.5           | 140        | 78            | 62            | 1337                     | 1                    | 73         | 222        | 82         |
| 2013                                                                            | 180 382              | 189 670   | 95.1           | 107        | 70            | 37            | 1685                     | 1                    | 53         | 128        | 82         |
| 2016                                                                            | 178 021              | 187 221   | 95.1           | 102        | 77            | 25            | 1745                     | 6                    | 47         | 172        | 82         |
| 2019                                                                            | 175 940              | 184 950   | 95.1           | 95         | 70            | 25            | 1852                     | 4                    | 45         | 147        | 82         |
| 2021                                                                            | 171 856              | 183 228   | 93.8           | 85         | 71            | 14            | 2021                     | 9                    | 33         | 123        | 83         |
| Fuente: Catholic-Hierarchy, que a su vez toma los datos del Anuario Pontificio. |                      |           |                |            |               |               |                          |                      |            |            |            |

### Vida consagrada
Además del clero diocesano, la diócesis cuenta con la presencia de 42 religiosos (de los cuales 26 son sacerdotes) y 122 religiosas. Las comunidades masculinas presentes en ella son los: cistercienses, franciscanos, capuchinos, agustinos descalzos, carmelitas descalzos, pasionistas, redentoristas y siervos de la caridad. Mientras que entre las comunidades religiosas femeninas se encuentran las benedictinas, clarisas, hijas de la Caridad, josefinas de Chambéry, cistercienses de la Caridad, carmelitas teresianas, hospitalarias de la Misericordia, agustinas Siervas de Jesús y María, Adoratrices de la Sangre de Cristo, Hijas de Nuestra Señora de la Misericordia, hermanas de Divino Salvador, Hermanas de Nuestra Señora de Fátima, franciscanas misioneras del Sagrado Corazón y la pequeñas misioneras de María.

## Episcopolopio

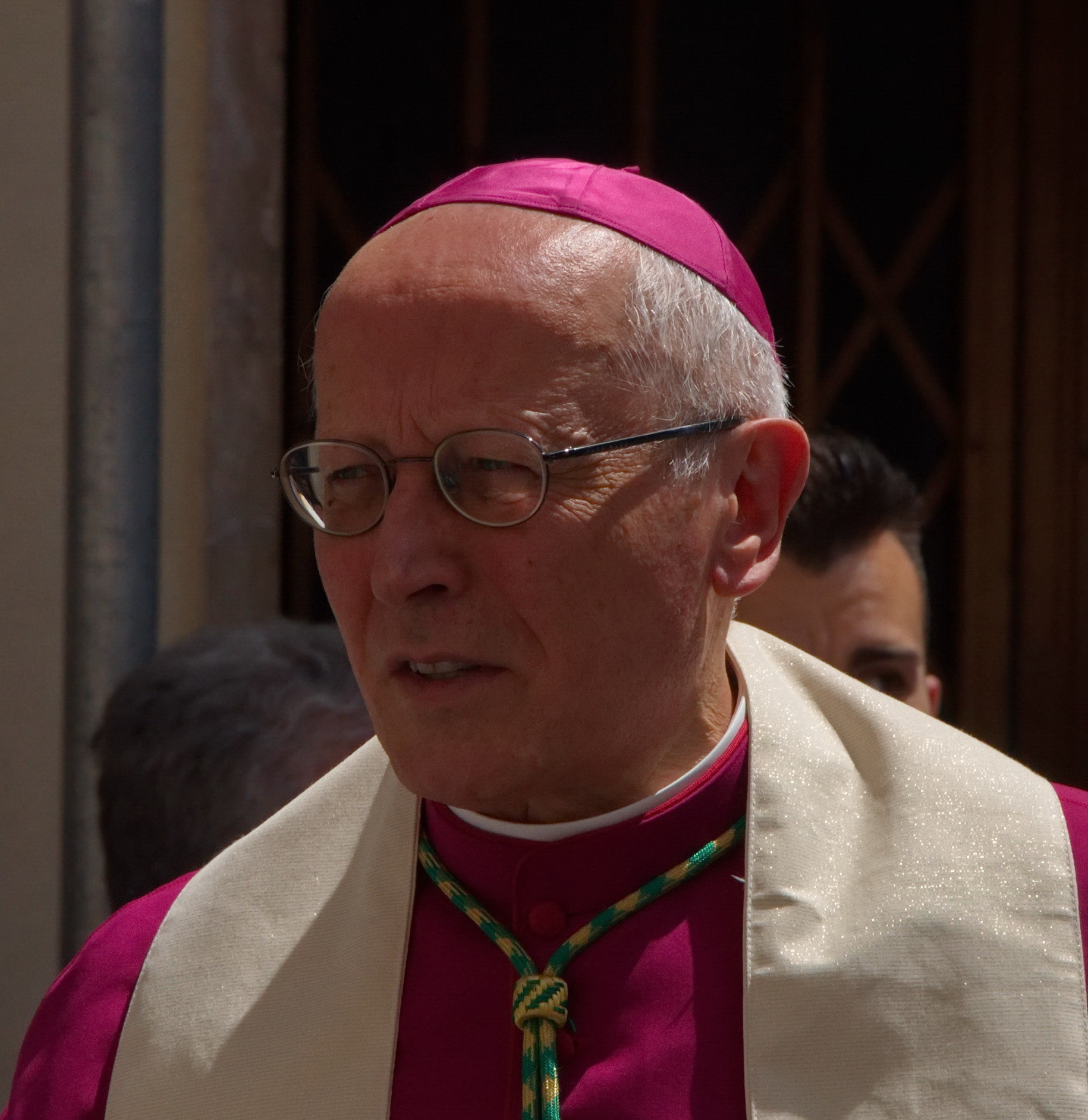
Ambrogio Spreafico, actual obispo de la diócesis

Escudo de armas de Ambrogio Spreafico

### Obispos de Veroli
- Martino † (mencionado en 743)
- Adroaldo † (mencionado en 853)[33]

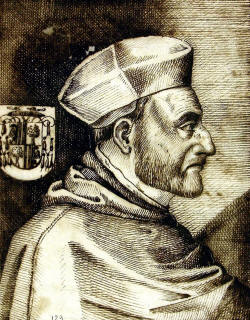
Ennio Filonardi, obispo de Veroli de 1503 a 1538. Fue creado cardenal por el papa Paulo III en 1536

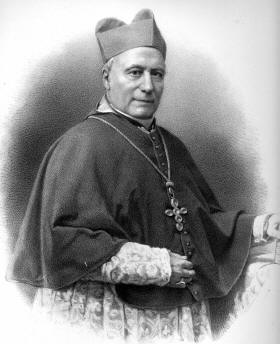
Antonio Benedetto Antonucci, fue obispo de Ferentino de 1842 a 1844, fue elevado al rango de arzobispo titular de Tarso, nombrado nuncio apostólico y luego creado cardenal por el papa Pío IX en 1858

- Ildebrando † (antes de 861-después de 869)
- Giovanni I † (antes de 959-después de 964)[34]
- Aufredo † (mencionado en 967/968)[35]
- Leone? † (mencionado en 981)[nota 22]
- Sergio † (mencionado en 1024)[34]
- Gerardo † (mencionado en 1036)[34]
- Benedetto I † (mencionado en 1050)[34]
- Placido † (antes de 1059-después de 1061)[34]
- Giovanni II † (mencionado en 1066)
- Onesto † (antes de 1071-después de septiembre de 1075)[34][nota 23]
- Alberto † (antes de junio de 1081-después de septiembre de 1108)[34][36]
- Leto I † (antes de 1111-después de 1125)[34][36]
- Stefano † (mencionado en 1134)[nota 24]
- Leone I † (antes de 1140-después de febrero de 1144)
- Oddone I † (circa 1145-1147 falleció)
- Leone II † (1147-1160 falleció)
- F(a)ramondo † (1160-1181 falleció)
- Ambrogio † (1181-1188 falleció)
- Roberto † (1188-circa 1189)
- Oddone II † (1190-1012 falleció)
- Leto II † (mencionado en 1217)
- Giovanni III † (1223-1250 falleció)
- Giovanni IV † (11 de mayo de 1252-1253 falleció)
- Giovanni Gioffredi † (1253-1258 falleció)
- Andrea † (mencionado en 1259)
- Gregorio † (1261-1278 falleció)
- Loterio † (1280-1314 falleció)
- Tommaso † (9 de febrero de 1317-1329 falleció)
- Adiutorio † (27 de abril de 1331-1354 falleció)
- Guido † (18 de marzo de 1355-1363 falleció)
- Giovanni V † (12 de junio de 1363-circa de septiembre de 1382 falleció)
  - Nicola Rosati † (20 de abril de 1379-?) (antiobispo)
- Francesco Bellanti † (1384-antes de septiembre de 1386 nombrado obispo de Narni)
  - Sede vacante (1387-1396)
- Bartolomeo † (1396-1420 falleció)
- Benedetto II † (4 de abril de 1422-1437 falleció)
- Clemente Bartolomei, O.S.A. † (5 de diciembre de 1437[nota 25]-1457 renunció o falleció)
- Angelo Mancini Lupi di Cave † (12 de agosto de 1457-10 de octubre de 1463 nombrado obispo de Sora)
- Fabrizio Novelli † (3 de febrero de 1464-1468 falleció)
- Giovanni Paolo Ponziani † (13 de junio de 1468-julio de 1503 falleció)[nota 26]
- Ennio Filonardi † (4 de agosto de 1503-1538 renunció)
- Antonio Filonardi † (12 de agosto de 1538-1560 falleció)
- Benedetto Salini † (19 de junio de 1560-1567 falleció)
- Ortensio Battisti † (28 de noviembre de 1567-1594 falleció)
- Eugenio Fucci † (12 de octubre de 1594-1608 falleció)
- Girolamo Asteo, O.F.M.Conv. † (17 de noviembre de 1608-15 de agosto de 1626 falleció)
- Baglione Carradore † (16 de noviembre de 1626-5 de junio de 1628 nombrado obispo de Marsi)
- Vincenzo Lanteri, C.O. † (19 de junio de 1628-16 de septiembre de 1649 falleció)
- Alessandro Argoli † (23 de octubre de 1651-26 de abril de 1654 falleció)
- Francesco Lombardi † (21 de abril de 1655-1660 falleció)
- Francesco Angelucci † (5 de abril de 1660-15 de diciembre de 1674 falleció)
- Riccardo Annibaldi † (27 de mayo de 1675-marzo de 1689 falleció)
- Domenico Zauli † (6 de marzo de 1690-26 de abril de 1708 renunció)
- Ludovico Anselmo Gualterio † (30 de abril de 1708-21 de enero de 1715 nombrado obispo de Todi)
- Lorenzo Tartagni † (1 de abril de 1715-1 de septiembre de 1751 renunció)
- Pietro Saverio Antonini † (20 de septiembre de 1751-27 de mayo de 1761 renunció)
- Giovanni Battista Jacobini † (17 de agosto de 1761-24 de marzo de 1786 falleció)
- Antonio de Rossi † (18 de diciembre de 1786-mayo de 1811 falleció)
  - Sede vacante (1811-1814)
- Francesco Maria Cipriani, O.S.B.Cel. † (26 de septiembre de 1814-28 de diciembre de 1843 falleció)
- Mariano Venturi † (22 de julio de 1844-14 de julio de 1854 falleció)
- Luigi Zannini † (30 de noviembre de 1854-9 de diciembre de 1857 renunció)
- Fortunato Maurizi † (21 de diciembre de 1857-22 de septiembre de 1868 falleció)
- Giovanni Battista Maneschi † (21 de diciembre de 1868-15 de agosto de 1891 falleció)
- Paolo Fioravanti † (14 de diciembre de 1891-17 de mayo de 1909 falleció)
- Luigi Fantozzi, C.PP.S. † (12 de julio de 1909-1 de enero de 1931 renunció[nota 27])
- Francesco de Filippis † (11 de marzo de 1931-26 de noviembre de 1942 nombrado arzobispo de Brindisi)
- Emilio Baroncelli † (22 de enero de 1943-12 de agosto de 1955 nombrado obispo de Recanati)[25]

### Obispos de Veroli-Frosinone
- Carlo Livraghi † (10 de marzo de 1956-14 de abril de 1962 renunció[nota 28])
- Luigi Morstabilini † (11 de agosto de 1962-7 de octubre de 1964 nombrado obispo de Brescia)
- Giuseppe Marafini † (14 de noviembre de 1964-10 de agosto de 1973 falleció)
- Michele Federici † (21 de diciembre de 1973-23 de noviembre de 1980 falleció)
- Angelo Cella, M.S.C. † (6 de junio de 1981-30 de septiembre de 1986 nombrado obispo de Frosinone-Veroli-Ferentino)[25]

### Obispos de Frosinone-Veroli-Ferentino
- Angelo Cella, M.S.C. † (30 de septiembre de 1986-9 de julio de 1999 retirado)
- Salvatore Boccaccio † (9 de julio de 1999-18 de octubre de 2008 falleció)
- Ambrogio Spreafico, por sucesión el 18 de octubre de 2008[25]

### Para la sede de Veroli
- (en italiano) La diócesis de Veroli en Beweb - Beni ecclesiastici in web
- (en latín) Ferdinando Ughelli, Italia sacra, vol. I, segunda edición, Venecia, 1717, col. 1386-1401
- (en italiano) Francesco Lanzoni, Le diocesi d'Italia dalle origini al principio del secolo VII (an. 604), vol. I, Faenza, 1927, pp. 169-170
- (en italiano) Giuseppe Cappelletti, Le Chiese d'Italia dalla loro origine sino ai nostri giorni, vol. VI, Venecia, 1847, pp. 467-514
- (en latín) Paul Fridolin Kehr, Italia Pontificia, vol. II, Berlín, 1907, pp. 155-175
- (en alemán) Gerhard Schwartz, Die besetzung der bistümer Reichsitaliens unter den sächsischen und salischen kaisern: mit den listen der bischöfe, 951-1122, Leipzig-Berlín, 1913, pp. 277-278
- (en latín) Pius Bonifacius Gams, Series episcoporum Ecclesiae Catholicae, Graz, 1957, pp. 738-739
- (en latín) Konrad Eubel, Hierarchia Catholica Medii Aevi, vol. 1, p. 523; vol. 2, p. 266; vol. 3, p. 331; vol. 4, p. 365; vol. 5, p. 412; vol. 6, p. 439

### Para la sede de Ferentino
- La diócesis de Ferentino en Catholic Hierarchy
- La diócesis de Ferentino en Gcatholic
- La diócesis de Ferentino en Beweb - Beni ecclesiastici in web
- (en latín) Ferdinando Ughelli, Italia sacra, vol. I, segunda edición, Venecia, 1717, col. 672-680; vol. X, col. 263-264
- (en italiano) Francesco Lanzoni, Le diocesi d'Italia dalle origini al principio del secolo VII (an. 604), vol. I, Faenza, 1927, pp. 167-168
- (en italiano) Giuseppe Cappelletti, Le Chiese d'Italia dalla loro origine sino ai nostri giorni, vol. VI, Venecia, 1847, pp. 391-432
- (en latín) Paul Fridolin Kehr, Italia Pontificia, vol. II, Berlín, 1907, pp. 146-147
- (en alemán) Gerhard Schwartz, Die besetzung der bistümer Reichsitaliens unter den sächsischen und salischen kaisern: mit den listen der bischöfe, 951-1122, Leipzig-Berlín, 1913, p. 270
- (en italiano) Gianluca Pilara, La città di Ferentino nel Medioevo: percorsi di crescita comunale in un centro del Basso Lazio, en Studi romani, año 55, nn. 1-2 (2007), pp. 78-108
- (en latín) Pius Bonifacius Gams, Series episcoporum Ecclesiae Catholicae, Graz, 1957, pp. 691-692
- (en latín) Konrad Eubel, Hierarchia Catholica Medii Aevi, vol. 1, pp. 246-247; vol. 2, p. 153; vol. 3, p. 195; vol. 4, pp. 185-186; vol. 5, p. 199; vol. 6, p. 214